# Caccobius fukiensis
Caccobius fukiensis är en skalbaggsart som beskrevs av Vladimir Balthasar 1942. Caccobius fukiensis ingår i släktet Caccobius och familjen bladhorningar. Inga underarter finns listade.